# Entrellaçament quàntic
L'entrellaçament (en anglès entanglement) és un fenomen quàntic, sense equivalent clàssic, en el qual els estats quàntics de dos o més objectes s'han de descriure fent referència als estats quàntics de tots els objectes del sistema, fins i tot si els objectes estan separats espacialment. Això duu a correlacions entre les propietats físiques observables. Per exemple, és possible preparar dues partícules en un sol estat quàntic de manera que quan s'observa que l'una té l'espín amunt l'altra sempre tindrà l'espín avall, malgrat la impossibilitat de predir, segons els postulats de la mecànica quàntica, quin estat quàntic s'observarà. Així, les mesures sobre un objecte semblen influir instantàniament sobre altres objectes entrellaçats amb aquest. Nogensmenys, no sembla que es pugui transmetre informació clàssica a velocitat superior a la de la llum mitjançant l'entrellaçament.
L'entrellaçament és en la base de tecnologies en fase de desenvolupament, com la computació quàntica i la criptografia quàntica, i s'ha utilitzat en experiments de teletransport quàntic. Alhora, sacseja les bases teòriques i filosòfiques de la mecànica quàntica, ja que es pot demostrar que les correlacions predites per la mecànica quàntica són inconsistents amb el principi del realisme local. Diferents visions del que passa realment en els processos d'entrellaçament generen diferents interpretacions de la mecànica quàntica.

## Definició
Matemàticament, l'entrellaçament es defineix com l'estat d'un sistema compost que no es pot expressar com a producte directe dels seus estats individuals. Així, donat n sistemes físics associats als espais de Hilbert {\displaystyle \{H_{k}\}_{k=1}^{n}}, aquests formen un gran sistema físic amb espai de Hilbert {\displaystyle {\mathcal {H}}=\bigotimes _{k=1}^{n}H_{k}}. Alguns estats d'aquest gram sistema es poden expressar com {\displaystyle |\Psi _{\text{separable}}\rangle =\bigotimes _{k=1}^{n}|\psi _{k}\rangle \in {\mathcal {H}}}, els quals són separables o no entrellaçats, és a dir, una mesura en un dels subsistemes {\displaystyle k} no afecta els altres. En canvi, la gran majoria no es poden expressar així, sinó com una combinació lineal complexa d'estats no entrellaçats: {\displaystyle |\Psi _{\text{entrellaçat}}\rangle =\sum _{k=1}^{n}\bigotimes _{m_{k}\in H_{k}}\alpha _{m_{k}}|m_{k}\rangle \neq |\Psi _{\text{separable}}\rangle }

## Exemples
Vegem-ne alguns exemples a continuació.

### Estats de Bell
Els estats de Bell o parelles EPR (pel seu paper a l'article sobre la paradoxa de Einstein-Podolsky-Rosen, formen un conjunt de 4 estats entrellaçant dos qubits:
{\displaystyle |\Phi ^{+}\rangle ={\frac {1}{\sqrt {2}}}(|0\rangle _{A}\otimes |0\rangle _{B}+|1\rangle _{A}\otimes |1\rangle _{B})} (1)
{\displaystyle |\Phi ^{-}\rangle ={\frac {1}{\sqrt {2}}}(|0\rangle _{A}\otimes |0\rangle _{B}-|1\rangle _{A}\otimes |1\rangle _{B})} (2)
{\displaystyle |\Psi ^{+}\rangle ={\frac {1}{\sqrt {2}}}(|0\rangle _{A}\otimes |1\rangle _{B}+|1\rangle _{A}\otimes |0\rangle _{B})} (3)
{\displaystyle |\Psi ^{-}\rangle ={\frac {1}{\sqrt {2}}}(|0\rangle _{A}\otimes |1\rangle _{B}-|1\rangle _{A}\otimes |0\rangle _{B}).} (4)
La particularitat d'aquests estats és que són màximament entrellaçats, la correlació entre els resultats d'una mesura en la base computacional sobre els dos sistemes A i B és màxima. El seu ús és extens en protocols de Ciència de la informació quàntica i claus per al desenvolupament d'un Internet Quàntic.